# Regio de Calabria
Regio de Calabria (en griego antiguo, Ῥήɣιον; en neogriego, Ρέτζο Καλάμπρια o Ρήγιο της Καλαβρίας; en latín, Rhegium; en italiano, Reggio di Calabria), oficialmente  denominada Ciudad de Regio de Calabria y de manera abreviada RC, es la ciudad más poblada de la región italiana de Calabria y la 19.ª ciudad más poblada de Italia, tras Prato. Es capital de la ciudad metropolitana homónima. Tiene una población de 191 556 habitantes (2021) y experimentó un crecimiento del 2,3 % en diez años. Está ubicada en el sur de Italia junto al estrecho de Mesina, enfrente de Sicilia, y abarca una superficie de 239 km².
Es sede del Consejo regional de Calabria y de la Superintendecia Arqueológica de la Calabria. En Reggio hay dos jóvenes universidades la "Mediterránea" (fundada en 1968) y la "Dante Alighieri" (instituida en 1984) además de uno entre los más importantes museos arqueológicos nacionales del mundo en el que están expuestos los notorios Bronces de Riace, que se han convertido en un símbolo de la ciudad.

## Toponimia
En italiano se conoce a la ciudad como Reggio Calabria o Reggio; en dialecto calabrés Rìggiu, en grecocalabrés Righi; en dialecto regino Rrìggiu y en castellano antiguo Ríjoles.

## Situación geográfica

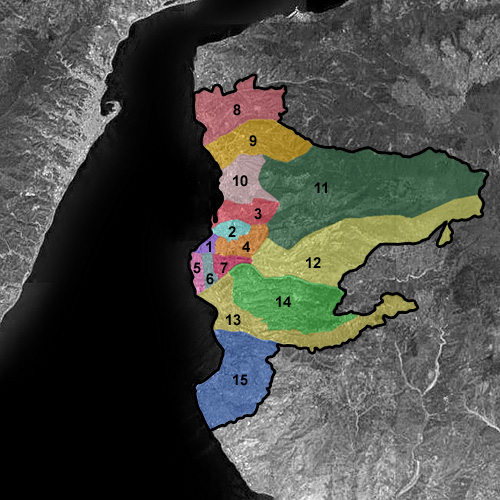
Subdivisión del territorio.

La ciudad está situada en el cabo del Stivale, en la entrada al estrecho de Mesina. En la costa opuesta se ubica la homónima ciudad siciliana de Mesina, con la que está comunicada a través de frecuentes ferris que salen del puerto o de la vecina Villa San Giovanni.
Regio de Calabría estaría ubicada en el centro exacto del mar Mediterráneo, motivo por el cual la administración comunal escogió como eslogan de la ciudad "Reggio Calabria, Città del Mediterraneo".
Regio está atravesada por el paralelo 38° que pasa por otras cinco ciudades (Seúl, Esmirna, Atenas, San Francisco, Córdoba), por lo que en la ciudad se erigió un Monumento al parallelo 38° .

## Economía
Es nudo ferroviario, región turística y centro comercial de productos agrícolas, como cítricos, hierbas aromáticas y tabaco. Importante, para la economía de la ciudad, es el cultivo de la bergamota (cuya esencia se utiliza en la elaboración de cualquier perfume y para aromatizar el té): su producción es una de las más grandes del mundo. Ese cítrico es un símbolo de toda la provincia de Regio. 
Otras manufacturas engloban productos farmacéuticos, eléctricos y de muebles para el hogar.

## Historia
Los orígenes de Regio están perdidos entre arqueología y mitología: probablemente desde fines del milenio III a. C., fue habitada por poblaciones pelásgicas de asquenazios, ausonios, enotrios y, en fin, por los ítalos, una ciudad llamada Erythrà ("La Roja") por los cálcides. 
Fue una importante y floreciente polis de la Magna Grecia rodeada de numerosas pedanías que contaba con fortificaciones frente a la isla de Sicilia. Fue después municipium romano y sede del Corrector de Lucania y Brucio, además que ser nudo de redes comerciales, marítimas y terrestres a lo largo de la toda la edad clásica. Desde Regium salía la Via Popilia (o bien Via Annea), carretera construida en el siglo II a. C. que llegaba a Capua, y desde allí a Roma. Desde su puerto llamado "Columna Rhegina", al norte de la ciudad, salían barcos para Sicilia, y desde su antiguo puerto griego, al sur de la ciudad, para todo el Mediterráneo. 
"Metrópoli" bizantina y sede del ducado de Calabria, se quedó a lo largo de toda la Edad Media como sede episcopal de referencia para el rito griego en Italia. También fue un importante centro caligráfico antes y tipográfico después y tuvo intercambios comerciales con poblaciones turcas y árabes. 
Fue capital del giustizierato de Calabria en época normanda y, por algunos siglos, de la Calabria Ultra bajo la dinastía angevina, los aragoneses, y los Habsburgo, y luego capital de Calabria Ulteriore Prima en el Reino de las Dos Sicilias, antes de pasar a formar parte del Reino de Italia.

### Etimología
El nombre de Regio es posible que tenga su origen, como dice Esquilo en su drama satírico Galuco marino, en los desastres que tuvieron lugar en esta región. Según el trágico ateniense, Sicilia fue arrancada del continente por un seísmo.
La etimología se establece a partir de la raíz verbal griega rhēg-, sobre su significado "arrancar, separar".

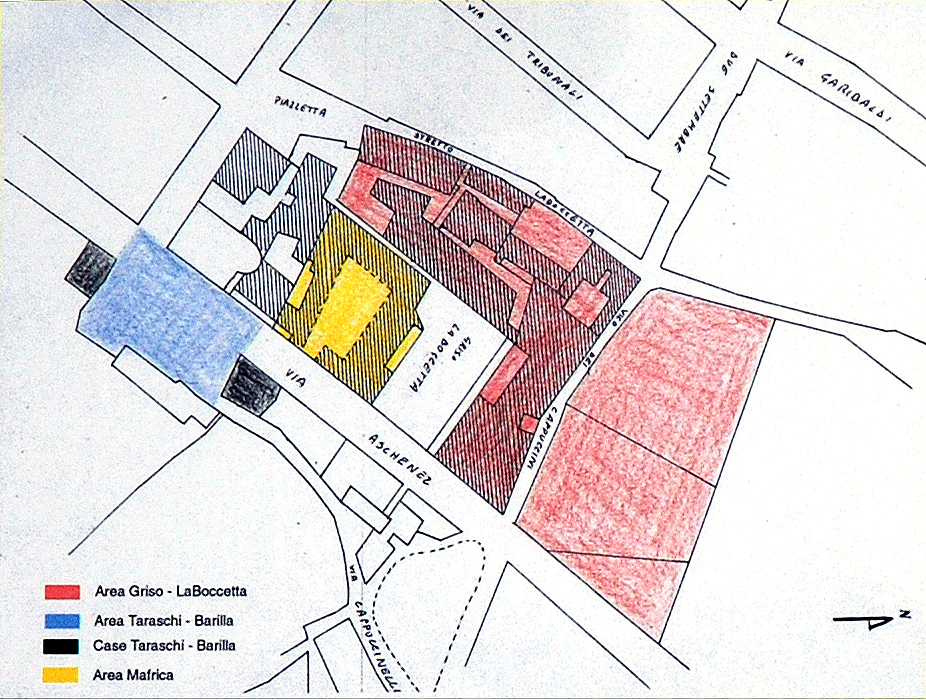
Planimetría a finales del de área arqueológica Griso-Laboccetta.

A lo largo de la historia, la ciudad recibió distintos nombres:
- Erythrà (Ερυθρά, "La Roja"), asentamiento pre-griego habitado por itálicos;
- Rhégion, la ciudad griega hasta la época romana; fundación el 14 de julio 730 a. C. a partir del sitio de Pallantiòn;
- Febea, breve período durante el gobierno de Dionisio II;
- Regium, primera latinización del nombre;
- Rhegium Julium, en la era augusta;
- Risa, bajo los normandos
- Rivà, breve periodo bajo la dominación árabe;
- Regols, en la época de la Corona de Aragón, siglo XIII
- Reggio o Regio, Edad Moderna;
- Reggio di Calabria, después de la unificación de Italia.

### Fundación
Fue fundada por colonos griegos de Calcis (Eubea) con el nombre de Ῥήγιον en el siglo VIII a. C., en el 730 a. C., en lugar de un asentamiento de época anterior llamado, como susodicho, Erythrà.

### Periodo griego
Se alió con la ciudad de Locros en la batalla de la Sagra, que tuvo lugar en el siglo VI a. C., donde, según Estrabón, diez mil soldados de Locros ayudados por tropas de Regio derrotaron a ciento treinta mil de Crotona.
En el 494 a. C., Anaxilao tomó el poder en Regio como tirano. Primero persuadió a colonos de Samos para que ocuparan Zancle, pero poco después de que estos lo hicieran llamó a colonos procedentes de Mesenia para que le ayudaran a tomar Zancle, a la que derrotaron y expulsaron a los samios, hacia el 488 a. C. y desde entonces esa ciudad pasó a llamarse Mesene o Mesena.
En el 473 a. C., Tarento y Regio fueron derrotadas severamente por los mesapios. En el 471 a. C. Micito, tirano de Regio y de Mesena, refundó la colonia de Pixunte, que previamente había estado bajo la influencia de Sibaris.
En la época de la guerra del Peloponeso, en la primera expedición ateniense a Sicilia, era aliada de Leontinos en su enfrentamiento contra Siracusa y Locros. Tucídides menciona una guerra civil en la ciudad que provocó que muchos reginos fueran desterrados y la ciudad fuera incapaz de hacer frente a Locros, que había invadido su territorio. Aliados con los atenienses, pudieron derrotar a una flota conjunta de los siracusanos y sus aliados.
En la siguiente expedición a Sicilia en 415 a. C. los atenienses, que no habían sido admitidos en varias ciudades sicilianas, fueron acogidos en el puerto de Regio y en las afueras de la ciudad, junto al santuario de Artemisa, les ofrecieron mercado.
Dionisio I de Siracusa sitió Regio en 387 a. C., entre otros motivos porque la ciudad se había negado años antes a entregarle a una joven que había solicitado como esposa. Una tradición dice que, en cambio, le habían ofrecido a la hija de un verdugo. El sitio duró más de 10 meses y finalmente la ciudad fue tomada y destruida. El hijo de Dionisio I, Dionisio II de Siracusa reconstruyó parte de la ciudad, a la que dio el nombre de Febia. Unos años después, en el 351 a. C. los siracusanos Leptines y Calipo, enfrentados a Dionisio, tomaron Regio, expulsaron a la guarnición y otorgaron la independencia a la ciudad.
En torno al 280 a. C., durante la expedición de Pirro de Epiro a Italia, la guarnición romana compuesta por campanios que custodiaba la ciudad aniquiló a gran parte de sus habitantes. Según cuenta Apiano, esta matanza se produjo por la envidia hacia los bienes de sus habitantes pero los soldados habían justificado su acción por creer que los reginos iban a traicionarles y entregarles en poder de Pirro.

### Desde la época romana hasta elsigloXX
Un poco antes de la guerra mársica (91-89 a. C.) sufrió un seísmo que destruyó parte del territorio.
En la época de César Augusto su población era escasa y este decidió poblarla con veteranos del ejército. Llegaba a la ciudad la vía Popilia, procedente de Capua. 
Su posición estratégica hizo que fuera invadida en repetidas ocasiones. Soportó intensos bombardeos durante la Segunda Guerra Mundial y fue liberada por las fuerzas británicas en septiembre de 1943. También sufrió muchos terremotos; el más reciente (el 28 de diciembre de 1908) fue seguido por un tsunami (maremoto) que asoló la ciudad, que luego fue reconstruida según un esquema geométrico y siguiendo criterios antisísmicos, con casas bajas, rectilíneos largos y anchos, y calles perpendiculares.

## Educación
La ciudad es sede de la Universidad "Mediterránea" de Regio de Calabria, fundada en 1968, y que hoy en día incluye los departamentos (ex facultades) de Arquitectura, Ingeniería, Agraria y Derecho-Economía, además de la Universidad para Extranjeros "Dante Alighieri", fundada en 1984.
También alberga una Academia de Bellas Artes (instituida en 1967), el Conservatorio de Música "Francesco Cilea" (fundado en 1927), el Instituto Superior de Ciencias Religiosas "Monsignor Vincenzo Zoccali" y la Escuela Nacional de Administración.

## Cultura

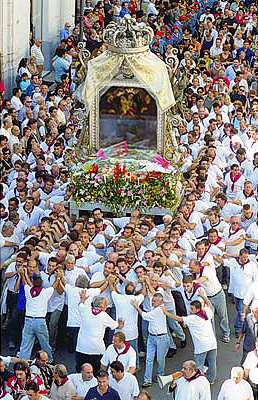
La procesión de la fiesta de la Virgen.

### Fiesta de la Virgen de la Consolación
En el segundo sábado de septiembre se lleva en procesión la imagen de la Virgen de la Consolación, patrona de la ciudad, desde el santuario del Eremo hasta la catedral, lugar donde permanece hasta noviembre, momento en el que se realiza la procesión en sentido inverso.

### Gastronomía
El elemento constante en la vida del reggino es el placer de la buena comida: "La fiesta no es tal si no está sellada por un buen vaso de vino." Entre los platos más típicos destacan las "frittole": carne de cerdo cocinada en una enorme caldera durante 8 o 10 horas. Embutidos, quesos, tomates secados, berenjenas conservadas en aceite, pimientos picantes, los "Maccarruni 'i casa" y el pez espada de la costa Viola, pescado en Scilla, Bagnara y Cannitello desde hace milenios. Hay un postre típico para cada período del año: los "petrali" navideños, las "pastiere" pascuales, la "pignolata" del carnaval y la "nzuddha" en la fiesta de la Virgen de la Consolación. También la solemnidad de la conmemoración de los difuntos tiene su postre: la fruta "martorana". Sin embargo es la bergamota que se ha vuelto el símbolo de la ciudad, tanto que Reggio ha sido definida "Città del Bergamotto"; este cítrico ha sido cultivado, en los alrededores de Reggio, desde el siglo XV con técnicas tradicionales hasta que, en 1750, en la Rada Giunchi (actual barrio del Lido) por primera vez en el mundo se plantó un cultivo intensivo de bergamota; al fruto está dedicado un pequeño museo situado en el centro de la ciudad.

## Playas
Regio de Calabria se caracteriza por sus largas costas y la cercana montaña. En efecto, se pueden transcurrir algunas horas en la playa, en los lidos localizados en el paseo marítimo Falcomatà, pudiendo llegar fácilmente a las montañas de Aspromonte, o bien transcurrir la noche en los lidos de la playa que se transforman en cervecerías y discotecas. Más allá de los lidos privados, se encuentra el lido municipal Zerbi, sede de numerosas representaciones, espectáculos y exhibiciones. El lido Zerbi también hospeda la espléndida torre Nervi, estructura arquitectónica de forma circular obra del arquitecto Pier Luigi Nervi.

## Evolución demográfica
| Gráfica de evolución demográfica de Regio de Calabria entre 1861 y 2021 |
|                                                                         |
| Fuente ISTAT - elaboración gráfica de Wikipedia                         |

### Etnias y minorías extranjeras
A 31 de diciembre de 2023, los extranjeros residentes en el municipio eran 11.734, es decir, el 6,9% de la población. Los grupos más grandes se muestran a continuación:
La comunidad extranjera más numerosa es la de Rumania con un 20,7% de todos los extranjeros presentes en el país, seguida de Marruecos y Filipinas.

## Clima
El clima es Mediterráneo debido a tener costa con el mar Mediterráneo. Los Veranos son Cálidos, Los inviernos son frescos y los otoños y primaveras son dulces. Las precipitaciones anuales son de 547 mm.
| Parámetros climáticos promedio de Regio de Calabria (normales 1971-2000) | Parámetros climáticos promedio de Regio de Calabria (normales 1971-2000) | Parámetros climáticos promedio de Regio de Calabria (normales 1971-2000) | Parámetros climáticos promedio de Regio de Calabria (normales 1971-2000) | Parámetros climáticos promedio de Regio de Calabria (normales 1971-2000) | Parámetros climáticos promedio de Regio de Calabria (normales 1971-2000) | Parámetros climáticos promedio de Regio de Calabria (normales 1971-2000) | Parámetros climáticos promedio de Regio de Calabria (normales 1971-2000) | Parámetros climáticos promedio de Regio de Calabria (normales 1971-2000) | Parámetros climáticos promedio de Regio de Calabria (normales 1971-2000) | Parámetros climáticos promedio de Regio de Calabria (normales 1971-2000) | Parámetros climáticos promedio de Regio de Calabria (normales 1971-2000) | Parámetros climáticos promedio de Regio de Calabria (normales 1971-2000) | Parámetros climáticos promedio de Regio de Calabria (normales 1971-2000) |
| Mes                                                                      | Ene.                                                                     | Feb.                                                                     | Mar.                                                                     | Abr.                                                                     | May.                                                                     | Jun.                                                                     | Jul.                                                                     | Ago.                                                                     | Sep.                                                                     | Oct.                                                                     | Nov.                                                                     | Dic.                                                                     | Anual                                                                    |
| ------------------------------------------------------------------------ | ------------------------------------------------------------------------ | ------------------------------------------------------------------------ | ------------------------------------------------------------------------ | ------------------------------------------------------------------------ | ------------------------------------------------------------------------ | ------------------------------------------------------------------------ | ------------------------------------------------------------------------ | ------------------------------------------------------------------------ | ------------------------------------------------------------------------ | ------------------------------------------------------------------------ | ------------------------------------------------------------------------ | ------------------------------------------------------------------------ | ------------------------------------------------------------------------ |
| Temp. máx. abs. (°C)                                                     | 24.6                                                                     | 25.2                                                                     | 27.0                                                                     | 30.4                                                                     | 35.2                                                                     | 42.0                                                                     | 44.2                                                                     | 42.4                                                                     | 37.6                                                                     | 34.4                                                                     | 29.9                                                                     | 26.0                                                                     | 44.2                                                                     |
| Temp. máx. media (°C)                                                    | 15.3                                                                     | 15.6                                                                     | 17.1                                                                     | 19.3                                                                     | 23.8                                                                     | 27.9                                                                     | 31.1                                                                     | 31.3                                                                     | 28.2                                                                     | 23.9                                                                     | 19.7                                                                     | 16.6                                                                     | 22.5                                                                     |
| Temp. media (°C)                                                         | 11.8                                                                     | 11.8                                                                     | 13.0                                                                     | 15.1                                                                     | 19.2                                                                     | 23.2                                                                     | 26.4                                                                     | 26.7                                                                     | 23.7                                                                     | 19.8                                                                     | 15.9                                                                     | 13.1                                                                     | 18.3                                                                     |
| Temp. mín. media (°C)                                                    | 8.2                                                                      | 7.9                                                                      | 9.0                                                                      | 10.9                                                                     | 14.7                                                                     | 18.6                                                                     | 21.6                                                                     | 22.1                                                                     | 19.3                                                                     | 15.7                                                                     | 12.1                                                                     | 9.6                                                                      | 14.1                                                                     |
| Temp. mín. abs. (°C)                                                     | 1.0                                                                      | 0.0                                                                      | 0.0                                                                      | 4.6                                                                      | 7.8                                                                      | 10.8                                                                     | 14.6                                                                     | 14.4                                                                     | 11.2                                                                     | 6.6                                                                      | 4.4                                                                      | 2.6                                                                      | 0.0                                                                      |
| Precipitación total (mm)                                                 | 69.6                                                                     | 61.5                                                                     | 50.7                                                                     | 40.4                                                                     | 19.8                                                                     | 10.9                                                                     | 7.0                                                                      | 11.9                                                                     | 47.5                                                                     | 72.5                                                                     | 81.7                                                                     | 73.3                                                                     | 546.8                                                                    |
| Días de precipitaciones (≥ 1 mm)                                         | 9.3                                                                      | 9.1                                                                      | 7.5                                                                      | 6.6                                                                      | 2.8                                                                      | 1.5                                                                      | 1.3                                                                      | 1.9                                                                      | 4.4                                                                      | 7.0                                                                      | 8.7                                                                      | 8.3                                                                      | 68.4                                                                     |
| Fuente: Servizio Meteorologico                                           |                                                                          |                                                                          |                                                                          |                                                                          |                                                                          |                                                                          |                                                                          |                                                                          |                                                                          |                                                                          |                                                                          |                                                                          |                                                                          |

## Monumentos
- Museo Nacional de la Magna Grecia. Su colección de antigüedades prehistóricas y de la Magna Grecia es una de las más importantes de Italia, destacando los famosos bronces de Riace.
- Castillo. Fue erigido a principios de la Edad Media para defender a los habitantes de Regio de las correrías sarracenas y transformado por los aragoneses hacia mediados del siglo XV.

## Infraestructura y Transporte

### Carreteras
La ciudad es el término de las principales carreteras de Salerno y Taranto. La principal infraestructura vial que conecta la ciudad es la autopista mediterránea A2, que comienza en Salerno. Esta se complementa con la carretera estatal SS 18 Tirrena Inferiore, que comienza en Nápoles, y la carretera estatal SS 106 Jonica, que comienza en Taranto. Por lo tanto, Reggio es el cruce de las carreteras troncales europeas oeste-este (E90) y norte-sur (E45).
La circunvalación urbana discurre por las colinas y conecta los distintos barrios de la ciudad entre sí y con los municipios vecinos mediante un sistema de quince enlaces mixtos. Además del enlace 4 de la circunvalación y el primer tramo de la SS 106, también hay enlaces a lo largo del ramal A2 Reggio Calabria.

### Ferrocarriles
La estación Reggio Calabria Centrale es la más grande de Calabria y el punto de encuentro de dos importantes líneas ferroviarias: el Ferrocarril Tirrenica Sur, que conecta la ciudad con Salerno, Nápoles (histórica y LMV) y Roma, y el Ferrocarril Jónico, que la conecta con Taranto y Bari.
El primero cuenta con doble vía electrificada. Inicialmente, se previó la construcción de una nueva línea de alta velocidad junto la Tirrenica, pero posteriormente, por razones económicas y técnicas, se consideró más rentable modernizar la línea existente para aumentar la velocidad y reducir los tiempos de viaje.
El segundo es una línea de doble vía electrificada de Reggio a Melito di Porto Salvo, una línea de vía única sin electrificar de Melito a Sibari, y una línea de vía única electrificada de Sibari a Taranto. La electrificación del tramo sin electrificar está actualmente en curso y está previsto que la obra finalice en 2026.

### Puertos
El puerto de Reggio Calabria, compuesto por una dársena artificial, conecta la ciudad con las Islas Eolias, Messina y Malta. Con más de 3 millones de pasajeros transportados anualmente, fue el quinto más grande de Italia en este sector en 2016. El puerto de Reggio también tiene fines recreativos, con un muelle turístico.

### Aeropuertos
La ciudad cuenta con un aeropuerto, también conocido como el Aeropuerto del Estrecho y llamado así en honor al héroe de guerra Tito Minniti. También presta servicio a la ciudad metropolitana de Messina. Está ubicado en la zona sur de la ciudad, a unos cuatro kilómetros del centro.
Para llegar desde Messina, en particular, se pueden utilizar los ferries regulares que circulan entre Messina y Villa San Giovanni y luego, tomar la línea de tren (la estación de Villa San Giovanni se encuentra justo al lado del puerto) eligiendo como parada de destino el Aeropuerto de Reggio Calabria, que se encuentra a 1 km de las terminales. Además de los transbordadores normales, es posible utilizar un cómodo servicio directo de hidroala desde el puerto de Messina al puerto de Reggio Calabria, con un tiempo de viaje de aproximadamente 35 minutos.

### Movilidad urbana
Los servicios de transporte público en el área urbana son gestionados principalmente por ATAM, que cuenta con 40 líneas urbanas, más dos líneas extraurbanas, una a Gambarie (319) y otra a Cardeto (320).  Las demás líneas extraurbanas son gestionadas por empresas privadas con contratos de servicio con la región de Calabria, como Federico, S.C.A.R., Costa Viola Bus y Ferrovie della Calabria.

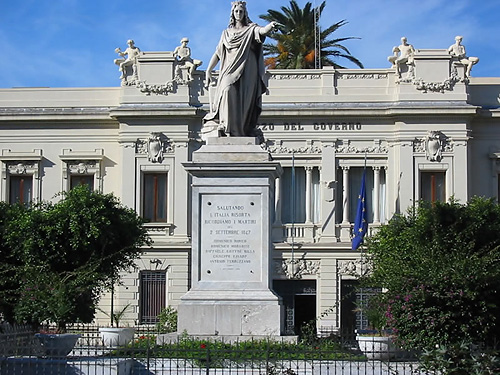
Piazza Italia
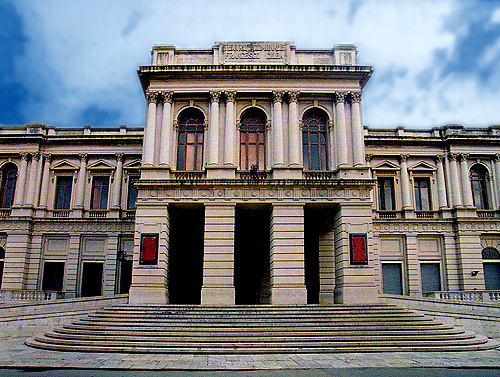
Teatro Cilea
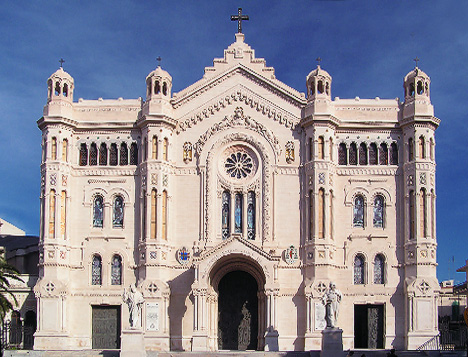
Catedral de Reggio
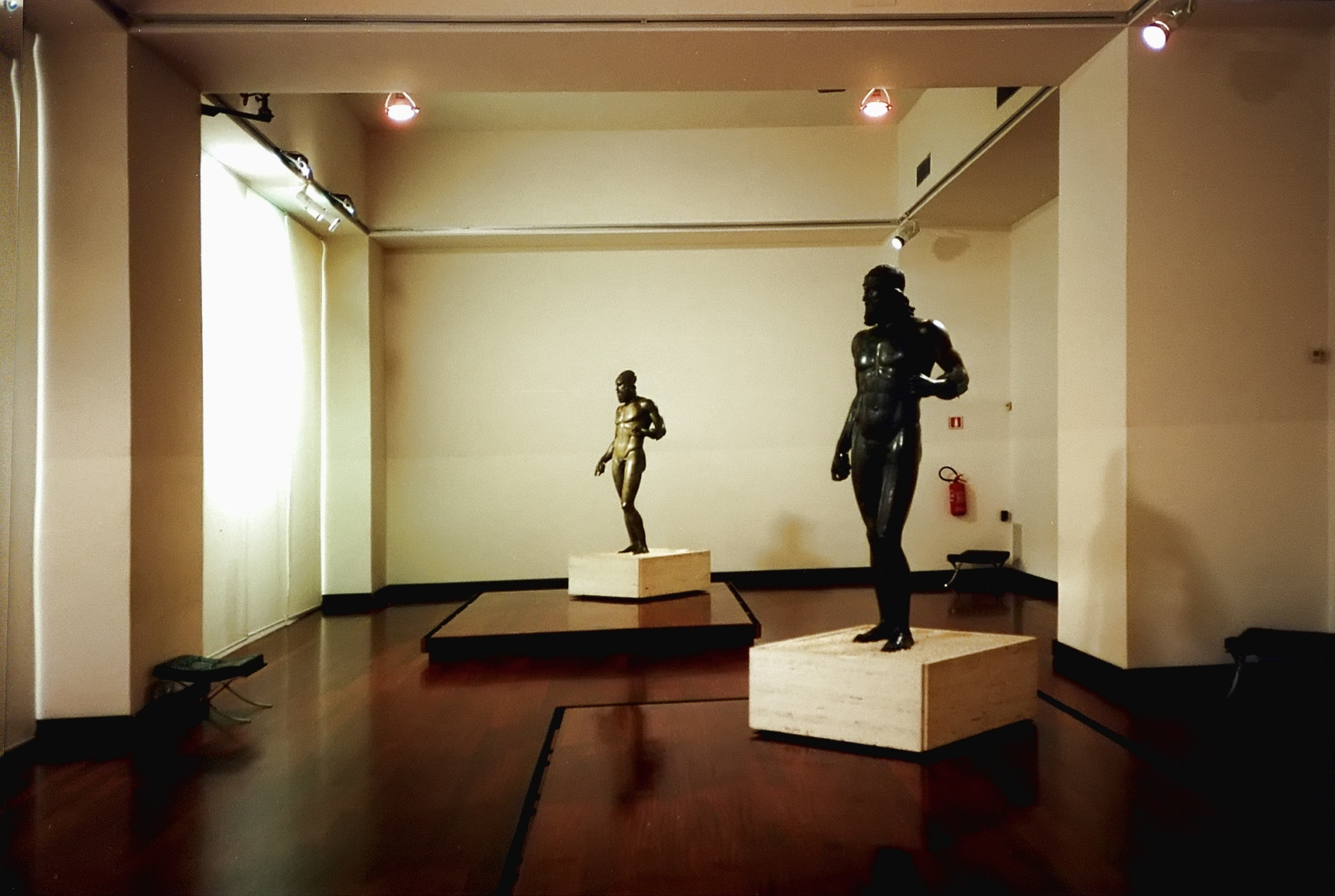
Bronces de Riace
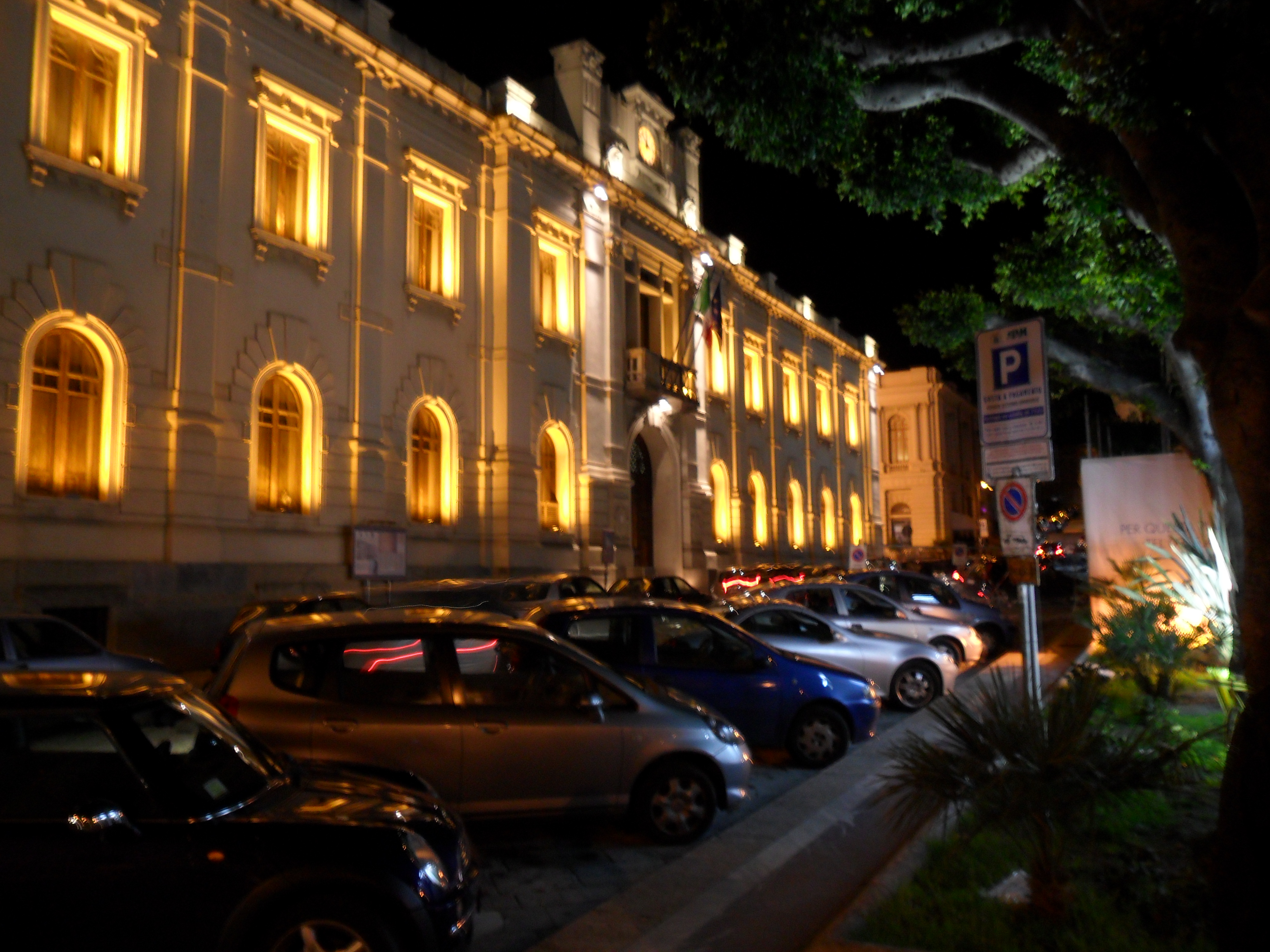
Municipalidad
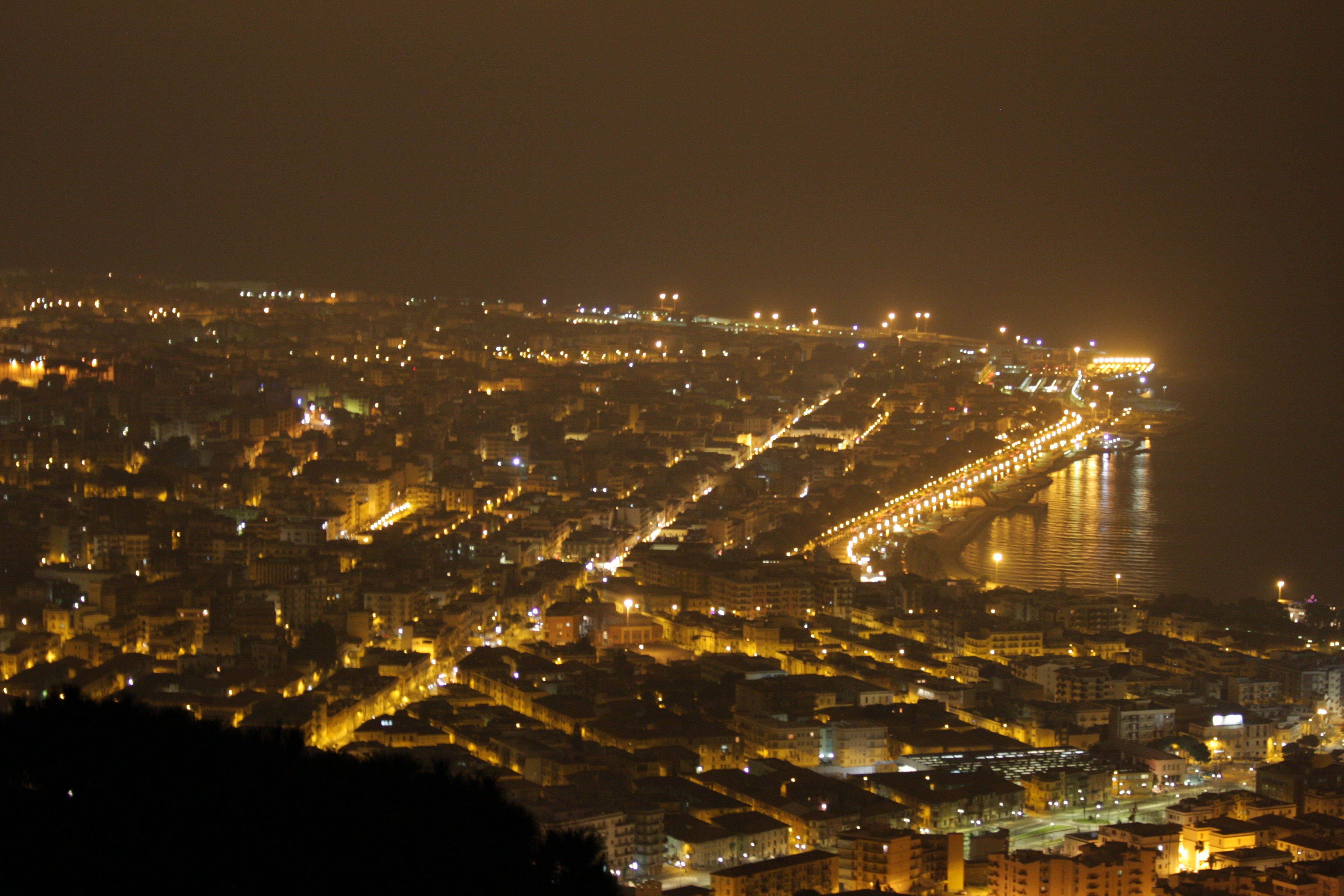
Reggio, vista nocturna

## Deportes
Reggina 1914 es el club de fútbol de la ciudad. Participa en la cuarta división del fútbol nacional, la Serie D. Su estadio es el Oreste Granillo de aforo superior a 27 000 espectadores.

## Ciudades hermanadas
- Atenas (Grecia, desde 2003)
- Egaleo (Grecia, desde 2004)
- Cesana Torinese (Italia, desde 2006)

## Personas destacadas
En la Antigüedad, Regio fue uno de los más destacados lugares donde se desarrolló la filosofía pitagórica, algunos de cuyos representantes fueron también legisladores: Teeteto, Aristócrates, Helicaon y Fitio. También eran de Regio el poeta lírico Íbico y el escritor Teágenes. También, en Regio, fue el lugar de nacimiento de Versace, una importante familia del mundo de la moda.